# MycoBank
MycoBank је онлајн база података која документује нова миколошка имена и комбинације, на крају им додајући описе и илустрације. Покреће је Центар за биодиверзитет гљива Централног бироа за гљивичне културе (хол. Centraalbureau voor Schimmelcultures) у Утрехту.
Сваки нови унос, након што га провере експерти за номенклатуру и утврди се да је у складу са стандардом ICN (Међународни кодекс номенклатуре алги, гљива и биљака), добија јединствени MycoBank број пре евидентирања и објављивања. Овај број се потом наводи као извор, именујући аутора у публикацији где се уводи ново име. Тек тада овај јединствени број постаје јавно доступан у бази података.
Овим начином рада систем може помоћи у решавању проблема око тога која су имена валидно објављена и које године.
MycoBank се повезује с другим важним миколошким базама података, као што је Index Fungorum, Life Science Identifiers, Global Biodiversity Information Facility (GBIF) и другим базама података. MycoBank је један од три номенклатурна репозитара које препознаје Комитет за номенклатуру гљива; друга два су Index Fungorum и Fungal Names.